# Augusto Boal
Augusto Boal (Rio de Janeiro, 16 de març de 1931 - Rio de Janeiro, 2 de maig de 2009) fou un dramaturg, escriptor i director de teatre brasiler, conegut pel desenvolupament del Teatre de l'Oprimit, mètode i formulació teòrica d'un teatre democràtic. Fou nomenat al Premi Nobel de la Pau 2008.

## Biografia
Augusto Boal va començar estudiant química que el portaria a un doctorat, i al mateix temps va exercir les seves activitats teatrals. El 1956 (a l'edat de 25 anys) va fundar el Teatro de Arena de São Paulo, del qual va esdevenir director artístic i director.
Allà va desenvolupar fins al 1964, al costat de les produccions clàssiques, un teatre de carrer popular i reivindicatiu en el qual va desenvolupar el personatge de l’espectador-actor. Els successius cops de 1964 i 1968 van posar fi a qualsevol possibilitat de practicar aquest tipus de teatre social, considerat una pràctica subversiva. Boal, que va publicar El teatre de l'oprimit l'any 1971, va ser aviat arrestat, torturat i obligat a exiliar-se a París, on continuaria el seu treball. En particular, hi va crear el 1979 el primer Centre per al Teatre de l'Oprimit.
Durant la dècada de 1970, Augusto Boal va viatjar per tota l'Amèrica Llatina, experimentant amb diverses formes de teatre participatiu i educatiu, escrivint i sistematitzant la seva pràctica teatral. Va organitzar el primer festival internacional del Teatre de l'Oprimit a París el 1981.
Després del final de la dictadura militar al Brasil, Boal va tornar a Rio de Janeiro el 1986. Hi va establir un important Centre del Teatre de l'Oprimit i diverses companyies que posen en pràctica el teatre fòrum i el teatre d'imatge.
A partir de 1981, es va centrar en el teatre terapèutic i el que ell anomenava el policia al cap, un dels principals exercicis de la tècnica de l'arc de Sant Martí del desig, fruit de les discussions amb la seva dona psicoanalista. El seu tercer llibre L'arc de Sant Martí del desig: del teatre experimental a la teràpia és un assaig sobre aquest mètode de teatre i teràpia.
El 1992, va ser elegit legislador municipal a Rio de Janeiro a la llista d'esquerres del Partit dels Treballadors del futur president Lula i va començar una nova experiència: el del teatre legislatiu.
L'any 1996, el Centre du Théâtre de l'Opprimé de París es va traslladar al districte e, sota la direcció artística de Boal (actualment dirigit per Rui Frati, des de 1998). El teatre porta el seu nom en el seu honor Teatre de l'Oprimit - Augusto Boal.
Augusto Boal va morir el 2 de maig de 2009 a Rio de Janeiro.

## Obres
- Arena conta Tiradentes São Paulo: Sagarana,1967
- Categorías de Teatro Popular Buenos Aires:Ediciones CEPE,1972
- Crônicas de Nuestra América São Paulo: CODECRI, 1973
- Técnicas Latino-Americanas de Teatro Popular São Paulo: HUCITEC, 1975
- Jane Spitfire Rio de Janeiro: DECRI,1977
- Murro em Ponta de Faca São Paulo: HUCITEC, 1978
- Milagre no Brasil Rio de Janeiro: Civilização Brasileira, 1979
- Stop C'est Magique Rio de Janeiro: Civilização Brasileira, 1980
- Teatro do Oprimido e Outras Poéticas Políticas. Rio de Janeiro: Civilização Brasileira, 1985
- O Corsário do Rei Rio de Janeiro: Civilização Brasileira, 1986
- Teatro de Augusto Boal 1 São Paulo: HUCITEC,1986
- Teatro de Augusto Boal 2 São Paulo: HUCITEC,1986
- O Arco-Iris do Desejo Método Boal de Teatro e Terapia Rio de Janeiro: Civilização Brasileira, 1990
- Duzentos Exercícios e Jogos para Ator e Não-Ator com Vontade de Dizer Algo a través do Teatro Rio de Janeiro: Civilização Brasileira, 1991
- O Suicida com Medo da Morte Rio de Janeiro: Civilização Basileira, 1992.
- Aquí Ninguém é Burro! Rio de Janeiro: Revan, 1996
- Teatro Legislativo Rio de Janeiro: Civilização Brasileira, 1996
- Jogos para atores e não atores - Civilização Brasileira - 1999
- Hamlet e o filho do padeiro - Civilização Brasileira - 2000
- O Teatro como arte marcial – Garamond – 2003